# Рассветовский сельсовет (Гомельская область)
Рассветовский сельсовет (бел. Рассветаўскі сельсавет; до 1977 года — Марьинский) — административная единица на территории Добрушского района Гомельской области Белоруссии. Административный центр — посёлок Рассвет.

## История
После второго укрупнения БССР с 8 декабря 1926 года Марьинский сельсовет в составе Добрушского района Гомельского округа БССР. Центр — деревня Марьино. С 4 августа 1927 года в составе Ветковского района. 30 декабря 1927 года реорганизован в Марьинский национальный русский сельсовет. После упразднения окружной системы 26 июля 1930 года в Ветковском районе БССР. В 1935 году реорганизован в белорусский сельсовет. С 12 февраля 1935 года в составе восстановленного Добрушского района, с 20 февраля 1938 года — Гомельской области. В январе 1965 года в состав сельсовета включены деревни Дубовый Лог, Леонтьево и Млынок Сивинского сельсовета. 25 февраля 1977 года центр сельсовета перенесён в деревню Рассвет, сельсовет переименован в Рассветовский. 26 октября 1989 года в состав сельсовета из Крупецкого сельсовета переданы 5 населённых пунктов. В 2005 году центр сельсовета получил статус посёлка.
16 декабря 2009 года в состав сельсовета включены населённые пункты Берёзки, Демьянки, Дубовый Лог, Леонтьево и Млынок, входившие в состав упразднённого Демьянковского сельсовета.
В 2011 году упразднена деревня Млынок. 21 октября 2022 года упразднён посёлок Покровский.

## Состав
Рассветовский сельсовет включает 14 населённых пунктов:
- Берёзки — деревня
- Василёвка — посёлок
- Высокополье — посёлок
- Демьянки — деревня
- Дубовый Лог — деревня
- Дударево — посёлок
- Залесье — посёлок
- Иговка — агрогородок
- Ларищево — деревня
- Леонтьево — деревня
- Майский — посёлок
- Марьино — деревня
- Рассвет — посёлок
- Ясенки — посёлок

Упразднённые населённые пункты:
- Млынок[2] — деревня
- Подгорье — посёлок[4]
- Покровский[3] — посёлок